# جبل نهران
جبل نهران من سلسة جبال السروات، يقع في بمنطقة عسير بلقرب من مدينة أبها. ويبلغ ارتفاعه 2,837 م (9,308 قدم)*.